# Alexandra Gjerpen
Alexandra Gjerpen (nascuda el 27 de gener de 1985 a Norwalk, Connecticut, EUA) és una actriu noruega llicenciada en interpretació pel William Esper Studio de Nova York, on també va treballar-hi com a actriu. Es va presentar a l'Acadèmia de Teatre (departament de l'Acadèmia de les Arts d'Oslo) quatre vegades, però va ser rebutjada cada vegada. Es va traslladar a Sandnes (Rogaland) als cinc anys, on va créixer.
Ha participat en anuncis publicitaris, obres de teatre, curtmetratges i vídeos musicals. Va interpretar el paper d’Alex a la sèrie "Young Promising" de l'NRK durant quatre temporades del 2015 al 2018. Per aquest paper, fou nominada als premis Gullruten de 2016 en la categoria de millor actriu femenina. Des del 2017 ha interpretat el paper de l'esclava Tina a la sèrie de televisió "Vikingane". Pel paper de la pel·lícula "When I Fall" del 2018, fou nominada als Premis Amanda de 2019 com a millor actriu secundària. Gjerpen va interpretar el personatge principal a la sèrie dramàtica 22 de juliol, Anine, la periodista del diari Aftenposten. Per aquest paper, fou nominada als Premis de la Crítica de Sèries de televisió de 2020 en la categoria de millor actriu de sèrie.

## Filmografia

### Pel·lícules
- 2012 – The Job Interview
- 2016 – Meglerne, en el paper de recepcionista.
- 2018 – Now It's Dark, fan
- 2018 – Når jeg faller, com a Maria
- 2019 – Askeladden – i Soria Moria slott, com a Solfrid
- 2021 – Prosjekt Z, com a Alex

### Sèries de televisió
- 2013 – High Maintenance, com a Rachel
- 2015-2018 - Unge lovende, com a Alex
- 2017-2020: Vikingane, com a Tina
- 2018: Neste sommer, en episode
- 2020: 22. juli, com Anine[4]